# Труд (газета)

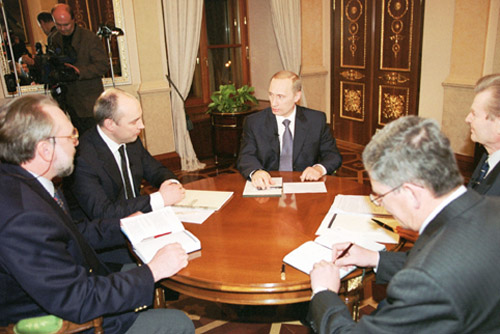
2002 год, Владимир Путин и главреды газет «Известия», «Комсомольская правда», «Труд» и «Московский комсомолец»

«Труд» — советская и российская еженедельная газета. Выпускается издательским домом «Труд».

## История
Выходит с 19 февраля 1921 года в Москве.
В газете печатались известные писатели и поэты — Владимир Маяковский и Николай Рубцов, Юрий Нагибин, Евгений Евтушенко.
В январе 1988 года у этой газеты появилось приложение — газета «Ветеран» — издание Всесоюзной организации ветеранов войны и труда.
До начала 1990-х годов являлась печатным органом ВЦСПС.
Основными читателями газеты являются люди в возрасте от 30 до 45 лет.
Награждена Орденом Трудового Красного знамени (18 февраля 1951) и Орденом Ленина (1971).
К 2007 газета вошла в состав холдинга Медиа3, принадлежавшего братьям Ананьевым.
С 1 мая 2011 года после ряда редакционных изменений учредитель газеты расторг редакционный договор с ЗАО «Издательский дом Труд» на производство материалов для газет «Труд», «Труд7» и электронной версии газеты «Труд», обосновав своё решение оптимизацией затрат и программой по повышению прибыльности всех предприятий холдинга «Медиа3».
Материалы для газеты «Труд» предполагалось, в дальнейшем, закупать у всех редакционных подразделений холдинга, в частности у газеты «Аргументы и факты». Холдинг рассматривал также возможность продажи издательских проектов, работающих под брендом «Труд». Осенью 2011 года газета «Труд» была выкуплена у предыдущего владельца, холдинга «Media 3», и вернулась в своё историческое здание на Большой Дмитровке, 9. В феврале 2012 года было объявлено, что новыми собственниками газеты стал общественный «Институт свободной журналистики», учредителями которого являются бывший пресс-секретарь Юрия Лужкова Сергей Цой, журналисты Валерий Симонов и Юрий Ряжский.
С 2015 года газета выходит один раз в неделю по пятницам.

### Главные редакторы
- Александр Потапов (1985—2006[14]) — был последним главным редактором, назначенным постановлением ЦК КПСС[15];
- Валерий Симонов (2006[14]—2007);
- Владимир Бородин (сентябрь[7] 2007 — апрель 2010[8]);
- Владислав Вдовин (апрель 2010 — декабрь 2010[8]);
- Валерий Симонов (2012 — настоящее время[16][17]).

## Спорт

### Пробег на приз газеты «Труд»
В 1951—2012 годах проводился 30-километровый пробег (с 1991 года полумарафон) на приз газеты «Труд». В 1958 году в рамках пробега был чемпионат РСФСР по малому марафону, в 1987 году — чемпионат СССР.